# Laboratoris de Recerca Khan
Els Laboratoris de Recerca Khan, també coneguts per les sigles KRL (en anglès: Khan Research Laboratories, en urdú: خان ریسرچ لیبارٹریز) anteriorment anomenats de diverses maneres com Project-706, Engineering Research Laboratories i Kahuta Research Laboratories, és un institut nacional d'investigació multiprograma del Govern del Pakistan, gestionat i dirigit sota el control de les forces armades del Pakistan, ubicat a Kahuta, districte de Rawalpindi, Panjab. Els laboratoris són una de les majors institucions científiques i tecnològiques del Pakistan i duen a terme investigacions i desenvolupaments multidisciplinaris en camps com la seguretat nacional, l'exploració espacial i la supercomputació.
Tot i que els laboratoris segueixen sent altament secrets, el KRL és famós per la seva investigació, desenvolupament i producció d'urani altament enriquit, mitjançant mètodes tecnològics de centrifugat de gas (tipus Zippe) basats aproximadament en el model del grup multinacional Urenco, tecnologia aportada pel doctor Abdul Qadeer Khan, que hi va treballar com a científic sènior. Des d'un bon començament es va contractar molt personal tècnic, principalment físics i matemàtics, assistits per enginyers (tant de l'exèrcit com civils), químics i científics de materials. Científics i enginyers professionals també estaven autoritzats a visitar aquest institut per participar com a visitants en projectes científics, després de superar estrictes i rigoroses mesures de control.
Durant la meitat dels anys setanta, els laboratoris Khan van ser la pedra angular de la primera etapa del projecte de bomba atòmica del Pakistan, sent un dels diversos llocs on es va realitzar la investigació científica secreta sobre bombes atòmiques.

## Història
A la dècada dels setanta, la primera etapa del programa de bombes atòmiques del Pakistan es va centrar en la producció i desenvolupament d'un dispositiu de plutoni del tipus armamentista dirigit per la Pakistan Atomic Energy Commission (PAEC). El 1974, després que l'Índia hagués realitzat una prova nuclear sorpresa (Smiling Buddha), la PAEC va endegar un projecte d'enriquiment clandestí d'urani amb l'enginyer nuclear Sultan Mahmood com a director.
El desembre de 1974, el doctor Abdul Qadeer Khan, que estava treballant a Europa, va escriure al primer ministre Bhutto oferint-li els seus serveis tot suggerint que podia aconseguir una drecera per l'enriquiment de l'urani.
El 1976, després de no estar d'acord amb l'informe de viabilitat que va presentar el sultà Mahmood al govern, el primer ministre Zulfikar Ali Bhutto va prescindir de la PAEC i va nomenar el doctor Abdul Qadeer Khan director del projecte d'enriquiment d'urani. El projecte d'urani es va traslladar a Kahuta on es va constituir el Laboratori de Recerca en Enginyeria (ERL). El brigadier Zahid Ali Akbar va ser nomenat administrador del programa pel cap de l'Estat Major de l'exèrcit pakistanès, tenint en compte la petició de Bhuto de nomenar algú altament qualificat.
Com que els experiments es consideraven massa perillosos per dur-se a terme a una ciutat important, les operacions es van traslladar a una remota zona muntanyosa del nord del Pakistan. Totes les instal·lacions de Kahuta van ser reconstruïdes pel cos d'enginyers sota la direcció del tinent general Zahid Ali Akbar, amb logística proporcionada pel servei d'enginyeria militar. Per realitzar una investigació secreta, les instal·lacions estava fortament protegides tant per l'exèrcit del Pakistan com per la Força Aèria del Pakistan (PAF). Tots els empleats necessitaven identificacions per passar els controls de seguretat i els laboratoris estaven vigilats electrònicament.
L'ERL tenia per objectiu impulsar la innovació i aportar competència al disseny d'armes nuclears de la PAEC. Alguns científics de renom, com el doctor G.D. Alam (físic teòric) de la PAEC es va unir al ERL i va enriquir l'urani a Kahuta. El doctor Anwar Alí i altres científics li van donar suport. Al lloc s'hi van instal·lar ràpidament milers de centrifugadores de gas, mitjançant el mètode Zippe, per funcionar a unes 65.000 rpm durant una mitjana de deu anys. A la dècada de 1970, l'ERL va dependre molt del mètode del grup Urenco, però va disminuir la dependència el 1979 després de desenvolupar mètodes locals. Després de visitar el lloc el maig de 1981, el president Zia-ul-Haq va reanomenar els laboratoris com a Khan Research Laboratories (KRL) en honor del seu fundador Abdul Qadeer Khan.
El 1983, el KRL va establir un sistema de control numèric per controlar les ultracentrífugues. El 1986, el KRL va començar a produir urani altament enriquit a més de desenvolupar el Krytron, mentre que el treball secret en el disseny d'armes d'urani es realitzava amb hexafluorur d'urani reduït a metall d'urani i mecanitzat en fosses d'armes. El KRL va començar a publicar sèries d'articles acadèmics sobre mètodes computacionals i disseny de centrífugues, inclòs un article de 1987, amb coautoria de Khan, sobre tècniques per equilibrar sofisticats rotors d'ultra centrifugadora.
A la dècada de 1990, KRL es va convertir en centre de referència de diversos sistemes de computació paral·lela i supercomputadors d'alt rendiment allotjats a les seves instal·lacions. Es va establir una computació paral·lela de dinàmica de fluids computacionals (CFD) que es va especialitzar en la realització de càlculs d'alt rendiment sobre ones de xoc en efectes d'armes des de la superfície exterior fins al nucli intern mitjançant les difícils equacions diferencials de l'estat dels materials utilitzats en la bomba a alta pressió.

## Recerca ampliada
El KRL dona suport i ofereix un programa d'oportunitats de recerca a la Government College University (GCU) de Lahore; dona suport al seu programa de física mitjançant finançament i proporciona beques a estudiants de física i enginyeria de la University College del govern pakistanès.
Els esforços continuats per fer més eficients els laboratoris van portar al Ministeri de Ciència a concedir tres programes de recerca i beques amb la Government College University amb el suport de la Pakistan Science Foundation (PSF). Des del 1980, el KRL continua desenvolupant els treballs de recerca sobre matemàtiques computacionals, supercomputació i matemàtiques avançades per a les aplicacions esteses a les ciències naturals. El 1999, el KRL va establir un institut de recerca en informàtica a Kahuta, que més tard es va integrar a la Universitat d'Enginyeria i Tecnologia de Tàxila.
La investigació civil en biotecnologia, biologia i enginyeria genètica és promoguda pel KRL a la Universitat de Karachi, amb el suport de la Pakistan Science Foundation. El KRL va organitzar una conferència sobre biologia computacional a Islamabad per presentar una visió general de l'abast de les ciències computacionals.

## Programa de seguretat nacional
A banda d'investigar sobre urani i desenvolupar instal·lacions d'enriquiment d'urani, el KRL inclou un laboratori d'investigació espacial de míssils balístics que competeix amb la PAEC per produir míssils balístics avançats que van destinats a objectius militars enemics i a l'exploració espacial i els projectes d'exploració de míssils espacials basats en la producció de coets de combustible líquid en comparació amb els projectes de coets de combustible sòlid del Complex Nacional de Desenvolupament (NDC). Es creu que els projectes de míssils del KRL es basen en la tecnologia de Corea del Nord; els intercanvis van tenir lloc a finals dels anys noranta.
El KRL ha produït els següents míssils:
- Ghauri I (Hatf V): primer provat el 1999.
- Ghauri II: té una autonomia de 2.000–2.500 km.
- Hatf-I

El KRL realitza projectes de ciència i enginyeria de les armes pakistaneses. Des de la dècada de 1980, el KRL està involucrat en nombrosos equips militars i projectes de desenvolupament d'armes convencionals. Els sistemes resultants han estat posats en servei pels militars del Pakistan i exportats a altres nacions amables. A continuació es mostra una llista d'equips coneguts produïts en aquests projectes:
- Míssils guiats:
  - Sèrie Anza de sistemes de defensa aèria portàtils per home.
  - Sistema de míssils guiats antitancs (ATGM) portàtil per a home Baktar-Shikan.
  - Mòduls per al BGM-71 TOW ATGM.
- Equips elèctrics i electrònics:
  - Condicionadors d'alimentació per als sistemes de míssils anteriors.
  - Fonts commutades d'alimentació per als sistemes de defensa aèria següents:
    - Radar LAADS, radar Skyguard, Sistema d'Automatització de Defensa Aèria.

- Equip per a la depuració de mines antipersones i antitancs, incloses les explotacions de mines de control remot (RCME) i les càrregues de les línies netejadores de mines.
- Equipament làser:
  - Cercadors d'àmbit làser, receptors d'avís làser, dispositius d'apunt per làser, un sistema d'orientació accionat per làser per a entrenadors d'armes de tancs.

- Kits de blindatges reactius per a vehicles blindats i munició antitancs APFS-DS per a tancs de batalla.
- Goniòmetres digitals.